# 235 км (платформа)
Платформа 235 км — пасажирський залізничний зупинний пункт Дніпровської дирекції Придніпровської залізниці на електрифікованій лінії Нижньодніпровськ-Вузол — Синельникове II між станціями Іларіонове (19,2 км) та Синельникове II (1,8 км). Розташований у західній частині міста Синельникове Дніпропетровської області.

## Пасажирське сполучення
На зупинному пункті Платформа 235 км зупиняються приміські електропоїзди на дніпровського та синельниківського напрямків.